# Нью-Трир (город, Миннесота)
Нью-Трир (англ. New Trier) — город в округе Дакота, штат Миннесота, США. На площади 0,5 км² (0,5 км² — суша, водоёмов нет), согласно переписи 2002 года, проживают 116 человек. Плотность населения составляет 228,6 чел./км².
- Телефонный код города — 651
- FIPS-код города — 27-46024[1]
- GNIS-идентификатор — 0648522[2]